# لوسیوس کورنلیوس کینا
لوسیوس کورنلیوس کینا (انگلیسی: Lucius Cornelius Cinna; درگذشت ۸۴ قبل از میلاد) سیاستمدار و سردار ارتش اهل روم باستان بود.
وی از سال ۸۷ قبل از میلاد تا ۸۴ قبل از میلاد در چهار دوره کنسول جمهوری روم بوده‌است. کینا در سال ۸۴ پیش از میلاد در حالی که تلاش می‌کرد نیروهای خود را از دریای آدریاتیک عبور دهد به دلیل شورش سربازان کشته شد.